# Област Мат
Област Мат или Мати (алб. Rrethi i Matit) је једна од 36 области Албаније. Има 62.000 становника (процена 2004), и површину од 1.028 km². У средишту је земље, а главни град је Бурел. Међу осталим значајним градовима у овој области су Клос, Красте, и Улзе.
Обухвата општине: Баз, Бурел, Гур, Дерјан, Кљос, Комси, Љис, Мацукул, Рукај, Суч, Уљз и Џибр.

## Иван Јастребов о Мату
Иван Јастребов је писао о Мату као граничној области између Албанаца и Срба Мат је планински предео кроз који протиче истоимена река, а налази се између Кроје (планински гребен) и Дебра (река Дрим са запада и истока), са севера између планина Дукађина тј. Мирдитије, а са југа су планине Мартинеш и Ћафа Муризи. Тај предео је био познат под именом Имафија (гр. Имата, по Хомеру Имата ке Мигдониа). Дебарска Малесија тада није више улазила у састав Мата. У доба Јастребова ту су била 4 бајрака: Зогољ, Оломан, Чељс и Божић.
У бајраку Зогољ је било ових 19 села: Зогољ (150 кућа — у том селу је кула Мат, а северозападно од ње област Горица), Шлеу (40 кућа), Мацокуљ (40 кућа), Дрињан (50 кућа), Лизија (100 кућа), Љач (30 кућа), Румули (35 кућа), Мсуч (25 кућа), Бурџает (50 кућа), Фарец (20 кућа), Жаљишта-Џелишта-Делишта (20 кућа), Браница (20 кућа), Кастриот (10 кућа), Нањ (20 кућа), Вињал (50 кућа), Мур (60 кућа), Селиште (100 кућа), Лукиње (40 кућа), Кациње (50 кућа). Укупно око 1000 кућа.
У бајраку Оломан су била ова села: Фуљчет (150 кућа), Курдареј (100 кућа), Џур (100 кућа), Тума (-), Турја (-). Укупно 350 кућа. Оломани су потомци оних Аломана који се помињу у грчким списима као западни народи и који су се овде населили. Били су најамници у војсци дукљанског краља Михаила, послатој под командом његовог зета Лонгивардопуља (којег је Константин Бодин заробио у бици код Призрена) против Ромеје. Након разбојничких подухвата најамници су се разишли.
У бајраку Чељс су била ова села: Џур (100 кућа), Чеља (100 кућа), Серуја (80 кућа), Патејна (100 кућа), Фјуљчети (50 кућа), Дарси (40 кућа), Буреља (50 кућа), Базја (40 кућа), Пшкас (?). Укупно 570 кућа.
У бајраку Божић (а не Богшин, као на карти) била су следећих 8 села: Гури барф (50 кућа), Мартинеш (100 кућа), Шимрај (40 кућа), Бејан (20 кућа), Пазари (20 кућа), Чип (а не Дсипер) (30 кућа), Кљоси (200 кућа), Скендер (200 кућа). 
Гури барф је била летња резиденција Скендербегове жене током првих година брачног живота и док је Турци још нису заузели. Испод планине на којој се у доба Јастребова налазила цитадела, лежи запуштена и у рушевинама широка плодна долина. Ту се наводно родио Александар Македонски поред Пеље на пола сата у селу Музаки. Ефенди Васа, у доба Јастребова губернатор Либана, у време Берлинског конгреса се тенденциозно трудио у корист Арбанаса и писао је како је Мат - Македонија и да је у суседству Мата место Пела. Циљ Васе је био доказати да је Александар Македонски био Албанац и родио се у Мату, иако је познато да се Александар родио у Пели 356. године п.н.е., рушевине близу Солуна. И по Брлецију Мат је Македонија јер се срећу изрази Aemathia sev. Macedonia. Божидар Вуковић је Подгорицу и Зету смештао у маћедонске пределе (Маћа, Мат), а и митрополит скендеријски Мардарије Ускоковић (у доба Св. Василија Острошког) се титулисао и са македонским именом. Скендерија је турцизирано Александрија, као и Скадар од Алекснадар. Неспоран је јак утицај Александар Македонског како у свету тако и на простору Зете, где многи називи места (градови, цркве, села, језера...) носе назив по њему (Скадар - Алекснадар, Љеш - Алесио, Љешанска нахија, Лесендро острво на Скадарском језеру, Улцињ - Лицин, Манастир Светог Александра у Орошу (иако је храм посвећен свецу истога имена), некадашња црква св Александра код села Велики Микулићи, Скендербег значи Александар бег), Лека Дукађин носи име по Алекснадру... У Доњој Албанији или старој Далмацији, чија је граница почињала код реке Мат, цар Диоклецијан је извео из Италије Пителе које је назвао Римљанима. Да се латинизовање овде није примало, о томе сведочи Фарлати говорећи да није било лако ширити латинство у грчким земљама, као међу Србима. Отуда су севернји крајеви Албаније (српски) лакше покатоличени него јужнији, који су били под утицајем Грка. Могућа је повезаност имена Далмација и Мат, Маћа, Македонија. У Албанији имамо и 2 куле које носе име и по области на којима су се налазили, кула Мат и тврђава Далмација. У штампаном тому хрисовуље сабраних канона цара Јустинијана наведене су и границе Горње и Доње Албаније. Горња је почињала од Кројског владичанства, а доња од Љешког. Албанолог Каплан Буровић наводи податак да су Албанци у Скадар силазили са гора средње Албаније (Мата) да тргују. По томе, то је био доњи крај, у старини доњи Мат, доња Македонија, Далмација, што потврђује и Далмација (тврђава у Албанији).

У 4 бајрака је било 2370 кућа, по званичној евиденцији 5200 мушкараца, док је стварно било до 20.000 мушкараца. 
Ни једно од поменутих села није познато само Диљбиништ јер је пре тридесетак година од када је то Јастребов писао, био резиденција епископа, и село Скуре, јер је споменуто у животопису Скендербега. У селу Милот је била латинска парохија. Зогољ (Соко - соколовци, зог је птица уопште) је тада било главно место у Мату, гдје је била и резиденција кајмакама. Тада је кајмакам био Џелал-паша Зогољ, пореклом из зетског племена Бушатлија, из села Бушата код Скадра. Пазарни дани за житеље Мата су били у четири места. Недељом се базар одржавао у селу Лизија (сат јужно од Зогоља). У селу Чеља (Чељски и Оломански бајрак) четвртком, а за бајрак Божић суботом поред села Бејан. За села Зогољског бајака базар се одржавао и петком у селу Дрњане, северно до Зогоља. Купци под отвореним небом одржавају куповину. У зимско време су се правиле земунице покривене сламом. Тада је путовање кроз Мат за странце потребовало пратиоца, Арнаутина којега сви познају (Јастребову је пратилац спасио главу у селу Вињал где се један Арнаут побунио што Јастребов посећује њихов крај).
У старија времена, данашња традиционална албанска, је била српска народна ношња. Јастребов је записао да је ношња Фанда тј. уопште Дукађинаца, готово сасвим иста као ношња Маћана, Шаљана и Црногораца… уске гаће, беле капице… то је чисто српска одећа из старих времена. У такву ношњу је била одевена цела српска војска када је против побуњене Србије кренуо цар Манојло (према сведочењу Кинама којег цитира Панта Срећковић). Кинам је записао: Приближивши се реци Тари, пре сунчаног заласка, византијска војска увиде безбројну множину наоружаних Срба… Одело им је било: доламе, уске гаће и беле капе… Село Љура је било познато по производњи црног ваљаног сукна за арнаутски ђурдин - познату арнаутску џоку с кратким рукавима и са додатком за покривање главе. Кажу да је Арнаути носе у знак жалости за Скендербегом. То мишљење је код Арнаута распрострањено исто као код Црногораца мишљење да они њихове капице (фесове) са црним ободом носе у знак туге и жалости због пропасти царства на Косову пољу.
Речани су сиромашни и буквално иду у одећи Адама и Еве. Више личе на дивље звери него на људе. Речани су познати по лоповлику и не знају ни за какву бесу, једнако као и Чидинци. Ако етнограф жели упознати прави тип Албанаца, морао би проћи кроз Реч, Чидну, Фанди. Овде су Пулата, Никај, Мертури. Ту се могу видети прави потомци Албанаца, они пак који се данас (тада - у доба Јастребова) нзивају Албанцима ни најмање нису Албанци. Говоре албански, сматрају се Албанцима, али то је словенски и римски тип, од романизованих Дарданаца, Скордиска, Беса, Трибала и других народа који су ту боравили. Арнаутин је танак, низак, црномањаст - у њему има нешто циганско-етиопско, феничанско.
Читавим пределом, тј. Дебром, Матом, Дукађином и др. са Драчем владао је српски краљ Јован Владимир. Тај предео се звао Тривалија (Трибалија). Касније Тривалијом влада краљ Владислав, као и градом Драчем. После опет владају српски краљеви и цареви. За време Душана владао је његов шурак Комнин и био је врховни управитељ Албаније.